# Fernando Echeverría (político uruguayo)
Fernando Echeverría Bessonart (nacido en Trinidad en 1969) es un político uruguayo perteneciente al Partido Nacional.
Se desempeña como técnico y administrador agropecuario. Es hijo del antiguo intendente del departamento de Flores Walter Echeverría.
Se postuló a intendente en los comicios de 2015, resultando electo para el periodo 2015-2020. En septiembre de 2020 fue reelecto.

## Intendente de Flores
El 27 de noviembre asumió como Intendente de Flores
Se demora meses en firmar las cartas.